# Губернатор Массачусетса
Губернатор Массачусетса (официальное название должности — Governor of the Commonwealth of Massachusetts — Губернатор Содружества Массачусетс) — глава правительства Массачусетса и главнокомандующий вооружёнными силами штата.
В Массачусетсе республиканская система правления, близкая к президентской. Губернатор действует как глава правительства и имеет широкие и разнообразные политические обязанности, включая церемониальные и политические. Губернатор также подписывает законопроекты, принятые Генеральным советом Массачусетса и имеет право вето. Губернатор является членом Губернаторского совета, состоящего из избираемых восьми членов, которые дают губернатору советы и согласие по определённым юридическим вопросам и назначениям.
Начиная с Колонии Массачусетского залива, основанной в 1628 году, роль губернатора на протяжении всей истории Массачусетса менялась с точки зрения полномочий и выбора. В современной форме должности губернатора была прописана в Конституции Массачусетса 1780 года, которая предусматривала должность «высшего исполнительного магистрата».
Губернатор Массачусетса избирается на 4 года и не имеет ограничений на количество сроков службы. Также вместе с губернатором избирается вице-губернатор (англ. Lieutenant Governor). Дольше всех, 12 лет, губернатором Массачусетса был демократ Майкл Дукакис, занимавший пост с 1975 по 1979 и с 1983 по 1991 год. Нынешним губернатором является демократ Мора Хили, победившая на губернаторских выборах 2022 года.
В отличие от многих других губернаторов США, губернатор Массачусетса не имеет официальной резиденции.

## Требования к кандидатам
Любой человек, стремящийся стать губернатором штата Массачусетс, должен соответствовать следующим требованиям:
- Быть не моложе восемнадцати лет
- Быть зарегистрированным избирателем в штате Массачусетс
- Быть резидентом Массачусетса не менее семи лет на момент избрания
- Получить 10 000 подписей от зарегистрированных избирателей в поддержку своего выдвижения

## История
Должность губернатора существовала в Массачусетсе со времен Королевской хартии 1628 года. Первоначально губернатор был главой правления акционерного общества Компания Массачусетского залива. Губернатор избирался свободными людьми, которые были акционерами компании, в основном колонистами, соответствующими определённым религиозным требованиям. Губернатор действовал как вице-король, осуществляя надзор за управлением и функционированием колонии. Первоначально губернаторы Массачусетса должны были проживать в Лондоне, как и в случае с губернаторами других колониальных компаний, хотя этот протокол был нарушен почти с самого начала, когда вторым по счёту губернатором стал один из основателей колонии Джон Уинтроп. Губернатор, первоначально избираемый ежегодно, руководил исполнительной властью колонии. При нём действовал Совет помощников, группа магистратов, которые выполняли судебные функции, действовали как верхняя палата Общего суда и давали губернатору советы и согласие на некоторые его действия. Первые губернаторы Колонии Массачусетского залива были стойкими пуританами, которые хотели создать государство, строго соответствующее религиозным законам.
С основанием Доминиона Новая Англия колонии Новой Англии были объединены с колониями Нью-Йорк, Западная Джерси и Восточная Джерси. В этот период (1686—1689) в Массачусетсе не было избираемого губернатора. Вместо этого король назначал губернатора, который проживал в Бостоне и служил по воле монарха. Хотя существовал совет, который служил квазизаконодательным органом, однако логистика созыва совета на заседание была настолько сложной, что Доминионом по существу управляла Корона через королевского губернатора. Причиной замены выборного губернатора на назначаемого было взаимное недоверие между Короной и колонистами. Стремясь поставить колонии под более жёсткий контроль, Корона демонтировала прежнюю систему управления, заменив её системой схожей с испанской моделью в Новой Испании. Эта модель правления не нравилась колонистам по всей Британской Северной Америке, но особенно в Новой Англии, жители которой успели привыкнуть к определённому самоуправлению и выборности власти. Неудивительно, что подобная система просуществовала недолго и была упразднена в 1689 году вместе с Доминионом после Славной революции и Бостонского восстания.
В 1691 году новый король Вильгельм III Оранский, несмотря на усилия представителей Массачусетса по возрождению старого колониального устава, издал Массачусетскую хартию. Колония Массачусетского залива была объединена с рядом английских колоний, сформировав Провинцию Массачусетского залива. С принятием хартии была восстановлена роль гражданского губернатора, которого по прежнему назначал король. Чтобы ослабить напряжённость в отношениях королевских властей и колонистов, был воссоздан и наделён значительными полномочиями Генеральный совет Массачусетса. Губернатор мог наложить вето на любое решение, принятое советом, и имел контроль над ополчением, зато совет руководил казначейством и провинциальными финансами. Это означало, что в случае, если губернатор ветировал решение Генерального совета, его члены могли прекратить выплаты губернатору и другим королевским чиновникам. Подобное разделение полномочий лишь усиливало конфликты между губернаторами, назначаемыми Лондоном, и членами Генерального совета, избираемых колонистами. 
С 1765 года, когда Массачусетс охватил политический кризис, вызванный принятием Акта о гербовом сборе, напряжённость между колонистами и губернатором Томасом Хатчинсоном только усилилась. На ранних этапах американской революции в Провинции Массачусетского залива не раз происходили политические беспорядки. В 1774 году после принятия «Невыносимых законов» тогдашний королевский губернатор Томас Гейдж распустил Генеральный совет и стал управлять провинцией своими указами. В ответ был сформирован Массачусетский провинциальный конгресс, взявший на себя роль временного революционного правительства, альтернативного королевским властям в Бостоне. Когда Провинция Массачусетского залива в мае 1776 года провозгласила свою независимость, должность губернатора оставалась вакантной в течение четырёх лет. Исполнительная власть в это время принадлежала Совету губернатора, Комитету безопасности и президенту Конгресса во время его сессий.
С принятием в 1780 году Конституции Массачусетса была восстановлена роль выборного гражданского губернатора. 25 октября 1780 года первым губернатором независимого Массачусетса был избран Джон Хэнкок.

## Конституционная роль
Часть вторая, глава II, раздел I, статья I Конституции штата Массачусетс гласит:

Должен быть высший исполнительный магистрат, именуемый Губернатором Содружества Массачусетс; и чей титул будет — Его Превосходительство.
Оригинальный текст (англ.)There shall be a supreme executive magistrate, who shall be styled, The Governor of the Commonwealth of Massachusetts; and whose title shall be — His Excellency.
— The Constitution of the Commonwealth of Massachusetts
Губернатор Массачусетса является главой исполнительной власти штата, и его поддерживает ряд подчинённых должностных лиц. Первоначально, как и большинство других губернаторов, он избирался ежегодно. В 1918 году срок полномочий губернатора Массачусетса был продлён до двух лет, а с 1966 года срок полномочий губернатора составляет четыре года. Губернатор Массачусетса проживает в собственной резиденции за неимением официальной, получая жилищное пособие в размере 65 000 долларов. Титул «Его превосходительство» унаследован от назначаемых королями губернаторов Провинции Массачусетского залива. Первым губернатором, использовавшим этот титул, был Ричард Кут, 1-й граф Белломонт, назначенный губернатором в 1699 году; поскольку он был графом, считалось уместным называть его «Его превосходительство». Этот титул сохранялся за массачусетскими губернаторами до 1742 года, когда король Георг II запретил его дальнейшее использование. Однако создатели конституции штата сочли уместным удостоить губернатора этим титулом.
Губернатор также является главнокомандующим вооружёнными силами Содружества (Национальной гвардией Массачусетса).

## Кабинет
У губернатора есть кабинет из 10 человек, каждый из которых наблюдает за частью правительства, находящейся под непосредственным управлением (в отличие от независимых исполнительных агентств).

## Резиденция
В отличие от многих других губернаторов американских штатов, губернатор Массачусетса не имеет официальной резиденции.
В 1955 году губернатор Фостер Фурколо отклонил предложение использовать в качестве своей официальной резиденции дом Ширли-Юстиса в Роксбери, построенный королевским губернатором Уильямом Ширли.
Губернатор Джон Э. Волпи принял в дар поместье Эндикотт в Дедхэме от наследников «обувного короля» Генри Брэдфорда Эндикотта. Волпи намеревался превратить особняк XIX века в роскошную губернаторскую резиденцию. После того, как Волпи ушёл в отставку с поста губернатора, чтобы стать министром транспорта в администрации Никсона, его преемник отменил планы предшественника из-за бюджетных ограничений и из-за того, что это место считалось расположенным слишком далеко от центра власти, Капитолия в Бостоне.
Также предлагались в качестве официальных резиденций губернатора штата Провинциальный дом и поместье Хэнкоков.
Поскольку у губернатора нет официальной резиденции, выражение «угловой кабинет» (кабинет губернатора на третьем этаже Капитолия), а не «губернаторский особняк», обычно используется в прессе как метоним для офиса губернатора.